# Josip Mitrović
Josip Mitrović (Osijek, 11 juni 2000) is een Kroatisch voetballer die doorgaans als aanvaller speelt. Hij komt uit voor Fortuna Sittard.

## Carrière
Mitrović doorliep de jeugdopleiding van HNK Cibalia Vinkovci en HNK Rijeka. Hij speelde bij Rijeka vooral in de jeugdteams, maar mocht één keer uitkomen voor het eerste team. Hij debuteerde op 26 september 2018 in de beker tegen NK Radnik Križevci (9-0). Medio 2019 verhuurde Rijeka Mitrović voor een jaar aan NK Inter Zaprešić. Daar speelde hij bijna alles. Hij kwam 30 keer uit voor de club en scoorde vier maal.

### HNK Gorica
Medio 2020 vertrok Mitrović naar HNK Gorica, dat net als Rijeka uitkwam in de Hrvatska Nogometna Liga. Hier ontwikkelde hij zich al snel tot basisspeler, en speelde bijna alle wedstrijden. Hij speelde 130 wedstrijden en scoorde twintig keer.

### Fortuna Sittard
In de zomer van 2024 maakte hij de overstap naar Fortuna Sittard, dat uitkwam in de Eredivisie. Hij maakte meteen in de eerste speelronde zijn debuut, tegen Go Ahead Eagles. Een week later scoorde hij zijn eerste doelpunt tegen Almere City.

## Statistieken
| Seizoen | Club                | Competitie | Competitie | Competitie | Beker | Beker | Overig | Overig | Totaal | Totaal |
| Seizoen | Club                | Competitie | Wed.       | Dlp.       | Wed.  | Dlp.  | Dlp.   | Dlp.   | Wed.   | Dlp.   |
| ------- | ------------------- | ---------- | ---------- | ---------- | ----- | ----- | ------ | ------ | ------ | ------ |
| 2018/19 | HNK Rijeka          | HNL        | 0          | 0          | 1     | 0     | 0      | 0      | 1      | 0      |
| 2019/20 | → NK Inter Zaprešić | HNL        | 27         | 1          | 3     | 3     | 0      | 0      | 30     | 4      |
| 2020/21 | HNK Gorica          | HNL        | 26         | 4          | 4     | 3     | 0      | 0      | 30     | 7      |
| 2021/22 | HNK Gorica          | HNL        | 32         | 1          | 3     | 2     | 0      | 0      | 35     | 3      |
| 2022/23 | HNK Gorica          | HNL        | 30         | 4          | 1     | 1     | 0      | 0      | 31     | 5      |
| 2023/24 | HNK Gorica          | HNL        | 32         | 4          | 2     | 1     | 0      | 0      | 34     | 5      |
| 2024/25 | Fortuna Sittard     | Eredivisie | 18         | 2          | 2     | 0     | 0      | 0      | 20     | 2      |
| Totaal  | Totaal              | Totaal     | 165        | 16         | 16    | 10    | 0      | 0      | 181    | 26     |

Bijgewerkt op 26 februari 2025.